# Панчета

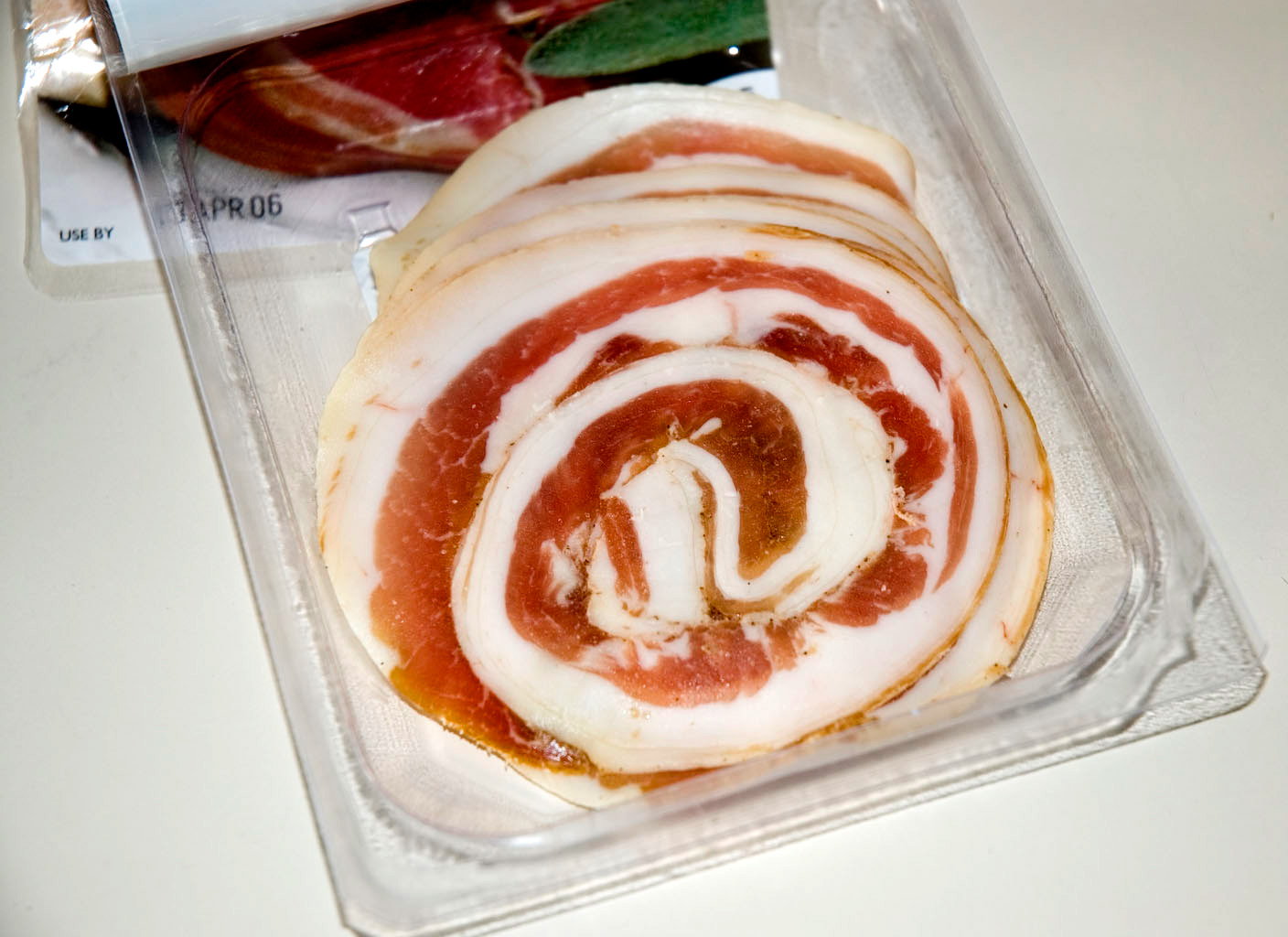
Pancetta arrotolata

Панчета (італ. pancetta) — типовий м'ясний продукт італійської кухні, великий жирний шматок свинячої грудинки з свині беконної породи, в'ялений в солі, спеціях та травах. Залежно від регіону, як приправи використовуються розмарин та шавлію.
Жирніші шматки використовуються в певних стравах, наприклад, для приготування паста карбонара (італ. spaghetti alla carbonara). Шматки з меншим вмістом жиру скочують в рулет, перев'язавши шпагатом або упаковують в кишки. Потім рулет ріжеться тонкими скибочками. Такий спосіб приготування називається рулет з бекону (італ. pancetta arrotolata).